# Louis-Rolland Hüe de Caligny
Pour les articles homonymes, voir Hue.
Louis-Rolland Hüe de Caligny (Valognes, 1677 - Valognes, 1748) est un ingénieur militaire français.

## Biographie
Frère de Jean-Anténor Hüe de Caligny avec qui il fait ses débuts (1702), il assiste en 1705 à la défense de Haguenau puis aux sièges de Kehl et de Philipsbourg (1733-1734). 
Directeur des fortifications du Rhin (1716-1723), puis des places de Normandie (1728), il participe aux travaux de fortification, d'aménagement et embellissement de Dieppe, Honfleur et Le Havre et devient en 1743 commandant en chef du génie aux armées de Bohême, Bavière et Westphalie. 
On lui doit le bassin à flot de Cherbourg qui fut détruit par les Anglais en 1758.

## Œuvres
- Traité de la défense des places-fortes avec application à Landau (publié en 1846)